# River Road Entertainment
River Road Entertainment est une société de production américaine indépendant cinéma, avec des bureaux à Los Angeles et Minneapolis.

## Historique
En 1987, Bill Pohlad crée le studio de cinéma River Road Entertainment.
En octobre 2006, Frank Hildebrand, ancien directeur de Film Finance Corporation Australia, devient chef de la production, et Deborah Zisper devient chef des affaires.
En septembre 2007, Mitch Horwits est nommé président de la société.
En juillet 2008, la société investit dans le financement du biopic The Runaways, qui raconte l'histoire de l'un des groupes de rock féminins américains des années 1970 du même nom.
En avril 2017, Gray Rembert rejoint la société en tant que vice-président exécutif après avoir quitté GK Films (en).
En juin 2020, Kim Roth est nommée co-présidente et directrice de la création de l'entreprise, puis promeut Christa Zofcin Workman au rang de co-présidente et COO,,.

## Filmographie partielle
- 2005 : Le Secret de Brokeback Mountain de Ang Lee
- 2007 : Into the Wild de Sean Penn
- 2010 : The Tree of Life de Terrence Malick
- 2010 : The Runaways de Floria Sigismondi
- 2013 : Twelve Years a Slave de Steve McQueen
- 2014 : Love and Mercy de Bill Pohlad
- 2015 : The Last Face de Sean Penn